# スメルハラスメント
スメルハラスメント（和製英語：smell harassment）とは、においにより周囲を不快にさせるハラスメントのことである。スメハラと略される。
スメハラの原因となる臭いは様々あるが、代表的なものは体臭と口臭である。このほか、個人の食生活や衛生状態などに起因する悪臭も原因のひとつとなる。

## 調査
スメハラに関する調査もいくつか行われており、例えば以下のものがある。

### マンダム
男性化粧品を手掛ける株式会社マンダムが2017年に行った調査（サンプルサイズ1,028）によると、
- 職場の臭いで特に嫌だと感じるもの上位3つは、体臭、口臭、たばこの臭い（いずれも約6割）。
- 職場に「スメルハラスメントがある」と答えた人は全体の約4割。また、問題だと認識している人は全体の約6割。

### アイブリッジ
アイブリッジ株式会社が展開する調査サービス「リサーチプラス」が2018年に行った調査（サンプルサイズ800）によると、
- 不快だと感じる他人のにおい上位3つは、体臭、口臭（いずれも約6割）、たばこの臭い（約4割）。
- 匂いに不満がある周囲の人上位3つは、会社の上司（男性）、会社の同僚（男性）、夫（いずれも約1割）

## 対策
日本においては社会問題となりつつあり、サービス業の規定やマナーブックに記載されるようになってきた。
一方で、臭いの原因である特定の個人を企業側が呼び出して叱責すれば、ハラスメントと捉えられる場合がある。このような事態を避けるため、特定の個人ではなく全従業員を対象とする啓発活動を行うなど、職場全体で改善に取り組む動きもみられる。また人事評価の一環として、臭いを従業員の評価項目として取り入れる動きもみられる。

## 臭いに対する個人差
嗅覚には個人差があるため、臭いに敏感な者はスメルハラスメントの被害を受けやすく、逆に鈍感な者はスメルハラスメントの加害に気が付かないことがある。ひどい臭いに耐えかねて退職する者もいれば、多くの学生から悪臭を批判された大学教員の事例もある。
また、香水や柔軟剤などのように、一般的にはよい香りとされるものであっても、万人がそう感じるわけではないため、スメルハラスメントの原因になることもある。また、整髪料の強い香りに対しても不快に思う人もいる。